# Marina Wladimirowna Klimowa
Marina Wladimirowna Klimowa (russisch Марина Владимировна Климова; * 28. Juli 1966 in Swerdlowsk) ist eine ehemalige russische Eiskunstläuferin, die im Eistanz für die Sowjetunion und das Vereinte Team startete.
Marina Klimowas Eistanzpartner war Sergei Ponomarenko. Mit ihm wurde sie beim ersten Start bei den Europameisterschaften 1983 auf Anhieb Vierte. Bereits im Jahr darauf gelang dem Paar mit dem Gewinn der Bronzemedaille bei der Europameisterschaft und den Olympischen Spielen der endgültige Durchbruch. In den Folgejahren gewann das Paar jedes Jahr ohne Ausnahme bis zum Ende der Amateurkarriere 1992 Medaillen bei ISU-Meisterschaften.
Zu Beginn ihrer internationalen Amateurkarriere standen Marina Klimowa und Sergei Ponomarenko im Schatten ihrer Landsleute Natalja Bestemjanowa und Andrei Bukin. Sie gewannen im Zeitraum von 1985 bis 1988 stets Silber hinter ihnen, auch bei den Olympischen Spielen in Calgary. Erst als Bestemjanowa/Bukin 1988 ihre Amateurkarriere beendeten, konnten Klimowa/Ponomarenko Titel gewinnen. Ihre Siegesserie in den Jahren 1989 bis 1992 wurde lediglich bei den Weltmeisterschaften 1991 durch Isabelle Duchesnay und Paul Duchesnay durchbrochen. Marina Klimowa und Sergei Ponomarenko traten 1992 mit einer innovativen Kür zur Musik von Johann Sebastian Bach auf und konnten sich so bei allen wichtigen Wettbewerben 1992 durchsetzen, so wurden sie in Albertville, bei ihren insgesamt dritten Olympischen Spielen, Olympiasieger und vervollständigten somit ihre Medaillensammlung.
Marina Klimowa und Sergei Ponomarenko wurden von Natalja Dubowa und später von Tatjana Tarassowa trainiert und starteten für den Klub Spartak Moskau. Schon 1986 fielen sie durch ihre sehr elegante Kür „Goldener Walzer“ auf. Der „Goldene Walzer“ ist heute ein Pflichttanz.
Marina Klimowa and Sergej Ponomarenko heirateten 1984, das Paar hat zwei Söhne. Im Anschluss an ihre Amateurkarriere wurden sie Profis. Das Paar lebt zurzeit in Morgan Hill, Kalifornien, und arbeitet beim Sharks Ice in San Jose, Kalifornien, als Eiskunstlauftrainer.
Marina Klimowa und Sergej Ponomarenko wurden im Jahr 2000 in die Eiskunstlauf Hall of Fame aufgenommen.

## Ergebnisse

### Eistanz
(mit Sergei Ponomarenko)
| Wettbewerb / Jahr           | 1983 | 1984 | 1985 | 1986 | 1987 | 1988 | 1989 | 1990 | 1991 | 1992 |
| --------------------------- | ---- | ---- | ---- | ---- | ---- | ---- | ---- | ---- | ---- | ---- |
| Olympische Winterspiele     |      | 3.   |      |      |      | 2.   |      |      |      | 1.   |
| Weltmeisterschaften         |      | 4.   | 2.   | 2.   | 2.   | 2.   | 1.   | 1.   | 2.   | 1.   |
| Europameisterschaften       | 4.   | 3.   | 2.   | 2.   | 2.   |      | 1.   | 1.   | 1.   | 1.   |
| Sowjetische Meisterschaften |      |      | 1.   | 1.   |      |      | 1.   | 1.   |      |      |